# ヘレーネ・ツー・メクレンブルク (1857-1936)
ヘレーネ・ツー・メクレンブルク（独: Helene Herzogin zu Mecklenburg[-Strelitz], 1857年1月16日 - 1936年8月28日）は、ドイツのメクレンブルク＝シュトレーリッツ大公家の一員で、帝政ロシアの貴族女性。ザクセン＝アルテンブルク公子アルベルトの2番目の妃。
ロシア語名はエレナ・ゲオルギエヴナ・メクレンブルク＝ストレリツカヤ（Елена Георгиевна Мекленбург-Стрелицкая）。

## 生涯
メクレンブルク＝シュトレーリッツ大公ゲオルクの次男ゲオルク・アウグストとその妻でロシア大公ミハイル・パヴロヴィチの娘であるエカチェリーナ・ミハイロヴナの間の第2子、長女として生まれた。ドイツ語全名はヘレーネ・マリー・アレクサンドラ・エリーザベト・アウグステ・カタリーナ（Helene Marie Alexandra Elisabeth Auguste Katharina）。
両親が広義のロシア帝室の一員となっていたため、ヘレーネもペテルブルクのミハイロフスキー宮殿で育った。非常に裕福な女子相続人として知られ、財産のないバッテンベルク家の公子アレクサンダー・ヨーゼフ（後のブルガリア公）との縁談もあったが、実現に至らなかった。
1891年12月13日にレンプリン（現在のメクレンブルク＝フォアポンメルン州デミン郡）において、ザクセン＝アルテンブルク家の公子アルベルトと結婚した。アルベルトは死別した最初の妻のプロイセン王女マリーとの間に2人の娘がおり、この結婚は再婚であった。ヘレーネと夫との間に子供は生まれなかった。結婚後はベルリンやシュヴェリーンで暮らした。

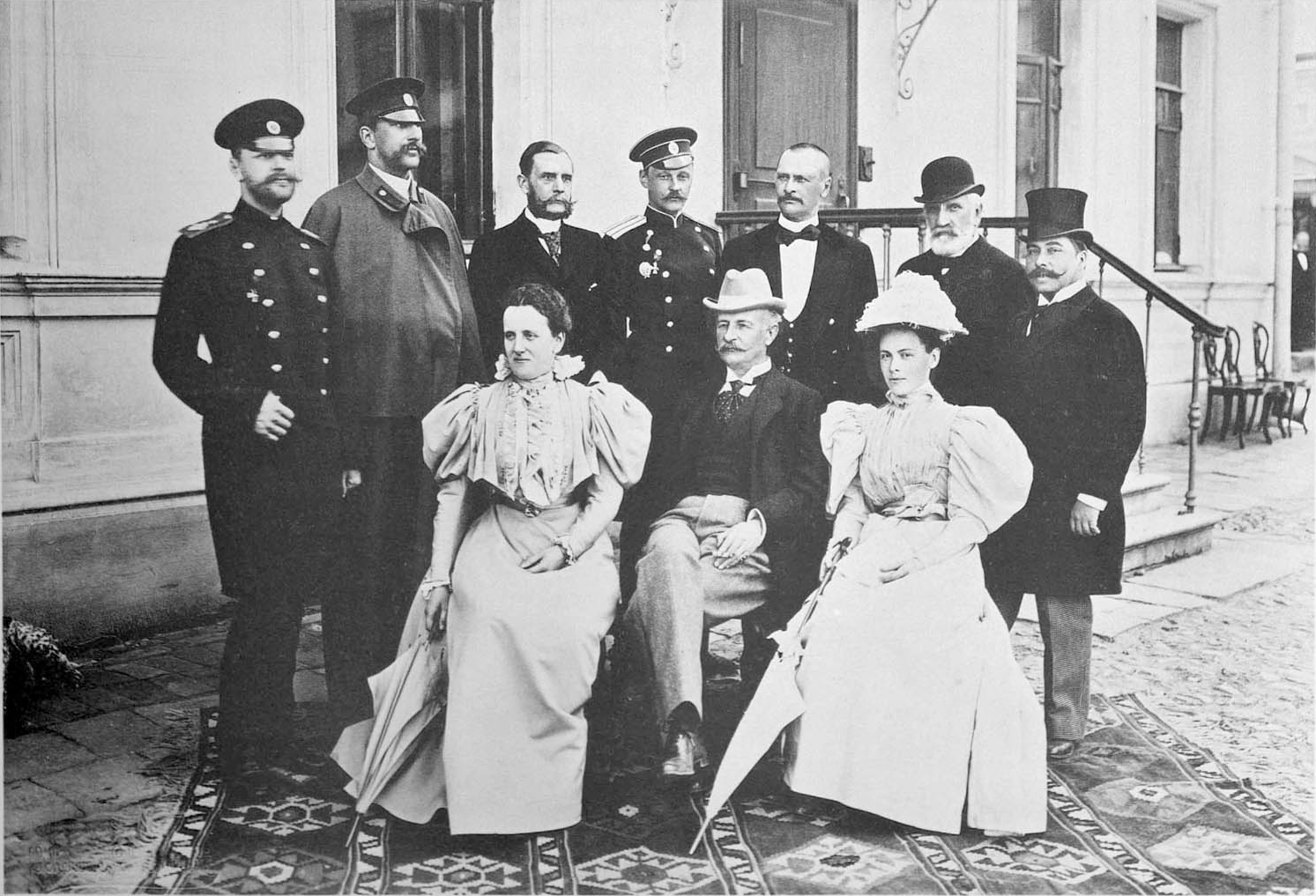
ニコライ2世の戴冠式（1896年）に出席したザクセン＝アルテンブルク公国からの出席者たち。前列中央がアルベルトでその左にヘレーネ。後列左側の2人はヘレーネの弟カール・ミヒャエルとゲオルク・アレクサンダー。

1902年に夫と死別するとロシアに戻り、母方の祖母エレナ・パヴロヴナ大公妃の創設したロシア音楽協会の総裁などを務めた。1919年にロシア内戦でボリシェヴィキが政権を掌握すると、ヘレーネは家族とともにロシアを出国してドイツのレンプリンの所領で余生を送り、この地で亡くなった。